# Estación de Bemposta
La Estación de Bemposta, también conocida como Estación de Bemposta-São Facundo, es una plataforma ferroviaria de la Línea del Este, que sirve a la parroquia de Bemposta, en el Distrito de Santarém, en Portugal.

## Descripción

### Localización
Esta plataforma se encuentra junto a la localidad de Bemposta, teniendo acceso por la Calle de la Estación.

### Vías de circulación y plataformas
En enero de 2011, presentaba dos vías de circulación, ambas con 430 metros de longitud, y dos plataformas, con 154 y 124 metros de extensión, y 35 y 40 centímetros de altura.

## Historia
Esta plataforma se encuentra en el tramo entre Abrantes y Crato de la Línea del Este, que fue abierto por la Compañía Real de los Caminhos de Ferro Portugueses el 6 de marzo de 1866.